# 김영욱 (2000년)
김영욱(한국 한자: 金瑛昱, 2000년 3월 2일 ~ )은 대한민국의 축구 선수로, 포지션은 우측 풀백이다. 현재 K리그2 전남 드래곤즈 소속이다.

## 클럽 경력
김영욱은 천안제일고등학교 축구부 출신으로, 2018년 대한축구협회 전국고등학교 축구대회에서 우승을 하는 데에 일조하였다.
2019 시즌을 앞두고 제주 유나이티드 FC와 프로 계약을 체결하며, 입단하였다.
2021시즌을 앞두고 K리그2의 전남 드래곤즈로 이적했다.

## 수상

### 팀

#### 제주 유나이티드
- K리그2 우승: 2020

#### 전남 드래곤즈
- FA컵: 2021